# Hoorspelkern
De hoorspelkern was een groep van acteurs die in de periode na de Tweede Wereldoorlog bij de publieke omroepen in Nederland meewerkten aan de dagelijkse uitzendingen van hoorspelen. De vaste hoorspelkern heeft bestaan vanaf 1947 tot 1986. 
Na de oorlog waren het vooral de AVRO en de VARA die wekelijks hoorspelen uitzonden; nadien kwamen daar NCRV, KRO en VPRO bij. Deze omroepen hadden met elkaar vastgelegd dat de gemiddeld twee hoorspelen die per avond werden geprogrammeerd, nooit tegelijk werden gebracht via Hilversum 1 en Hilversum 2, de beide radiozenders die toentertijd in gebruik waren. De NRU (Nederlandse Radio Unie) – het toenmalige overkoepelende orgaan – had daarnaast ook een speciale hoorspelcommissie die werd ingezet om problemen te voorkomen. 
De NRU organiseerde een aantal jaren achter elkaar cursussen waarbij men werd opgeleid tot hoorspelspeler, want spelen in een hoorspel is een ander vak dan spelen voor toneel of film.  
De omroepen putten destijds uit de gezamenlijke hoorspelkern voor spelers. De hoorspelkern bestond gemiddeld uit zo'n 17 vrouwelijk en 21 mannelijke spelers. Ook werden er af en toe gastrolspelers uitgenodigd om wat meer variatie in het geheel te brengen en ook om dragende rollen te spelen. Hoewel er meer mannelijke dan vrouwelijke stemacteurs waren binnen de kern, lijkt het erop dat er in verhouding met het aantal mannelijke rollen er eigenlijk nog te weinig heren waren. Het aantal rollen voor mannen per hoorspel was gemiddeld namelijk drie keer zoveel als voor vrouwen. 
Heel vaak waren dan ook de stemmen van Jan Borkus, Hans Karsenbarg, Fé Sciarone, Piet Ekel, Donald de Marcas, Dogi Rugani, Hans Veerman, Frans Kokshoorn, Huib Orizand, Peter Aryans te horen.
Na 1986 schonken de omroepverenigingen steeds minder aandacht aan het hoorspel.

## Vaste mannelijke spelers
- Peter Aryans
- Jan Borkus
- Adolf Bouwmeester
- Louis de Bree
- Jos Brink
- Harry Bronk
- Paul Deen
- Bert Dijkstra
- Jan van Ees
- Piet Ekel
- Alex Faassen jr.
- Tonny Foletta
- Wam Heskes
- Hans Karsenbarg
- Constant van Kerckhoven
- Kommer Kleijn
- Frans Kokshoorn

- Dries Krijn
- Chiel de Kruijf
- Paul van der Lek
- Sacco van der Made
- Donald de Marcas
- Rien van Noppen
- Huib Orizand
- Willy Ruys
- Dick van 't Sant
- Dick Scheffer
- Hans Simonis
- Frans Somers
- Hans Veerman
- Jo Vischer Jr.
- Jo Vischer Sr.
- Johan Wolder

## Vaste vrouwelijke spelers
- Yda Andrea
- Hetty Berger
- Nina Bergsma
- Nora Boerman
- Wiesje Bouwmeester
- Willie Bril
- Els Buitendijk
- Ina van Faassen
- Joke Hagelen
- Elly den Haring
- Barbara Hoffman
- Péronne Hosang

- Eva Janssen
- Mien van Kerckhoven-Kling
- Trudy Libosan
- Corry van der Linden
- Paula Majoor
- Irene Poorter
- Joke Reitsma-Hagelen
- Jetty Riecker
- Hesje van Rijk
- Dogi Rugani
- Fé Sciarone
- Nel Snel